# رائول وتس
رائول وتس (انگلیسی: Raúl Vates؛ زادهٔ ۲۸ فوریهٔ ۱۹۸۱) بازیکن فوتبال اهل اسپانیا است.
از باشگاه‌هایی که در آن بازی کرده‌است می‌توان به باشگاه فوتبال اسپانیول، باشگاه فوتبال بارسلونا بی، باشگاه فوتبال بارسلونا، و باشگاه فوتبال بارسلونا سی اشاره کرد.